# Хоменки (Жмеринський район)
Хоменки́ — село в Україні, у Джуринській сільській громаді Жмеринського району Вінницької області. Населення становить 2165 осіб.

## Історія
Село Хоменки засноване в першій половині XVII століття на руїнах колишнього селища, яке було спалене кримськими татарами. За народними переказами одному жителю цього села на ім'я Хома із своєю сім'єю вдалось врятуватись від полону у навколишніх лісах. Від нього нібито й походить назва села. Однак за більш достовірними архівними даними історія села Хоменки та його назви виглядають інакше.
Наприкінці XV ст. — в середині XVI ст. територія села належали Брацлавському та Вінницькому старості — князю Степану Глібовичу Пронському. На той час назва населеного пункту була Пронське. Пізніше село належало наступникам Пронського — старості Богушу Федоровичу Корецькому, Корінному Гетьману Яну Замойському та польському землевласнику Скіндеру Хоментовському. Вважається, що саме завдяки прізвищу останнього — Хоментовського, село завдячує теперішній назві — Хоменки. Із знайдених архівних даних відомо, що село Пронське було відбудоване і перейменоване у Хоментовці сином Яна Замойського Хомою (Хоментовці — Хоменковці — Хоменківці — Хоменки).
У XIX ст. власником маєтку в селі був Міхал Евстахій Собанський (1837—1878 рр.). У другій половині XX століття до Хоменок приєднали село Рекечинці (Рикичинці), яке існувало раніше як окремий населений пункт.
Під час проведеного радянською владою Голодомору 1932—1933 років померло щонайменше 254 жителі села.

## Географія
У географічному відношенні територія села Хоменки розташована в межах південно-східної частини Подільської височини у середній течії лівої притоки Дністра — Мурафи. Долина річки тут має каньйоноподібну форму, круті високі схили та широке днище. Глибина долини досягає 80-100 метрів, ширина — 800—1000 метрів. Річище слабко звивисте, замулене, на окремих ділянках порожисте. У межах села до основної долини приєднуються глибокі V-подібні долини постійних річкових потоків Завинниці, Мурованки, Капкасу і Цегольні. Ґрунти — чорноземи підзолисті, є сірі та світло-сірі, а також підзолисті суглинки. Із корисних копалин найбільш значними є поклади вапняків, піску, глини та запаси гранітів.

## Населення
За даними перепису 2001 року населення села становило 2165 осіб, з них 99,26 % зазначили рідною мову українську, 0,6 % — російську, а 0,14 % — іншу.

## Галерея

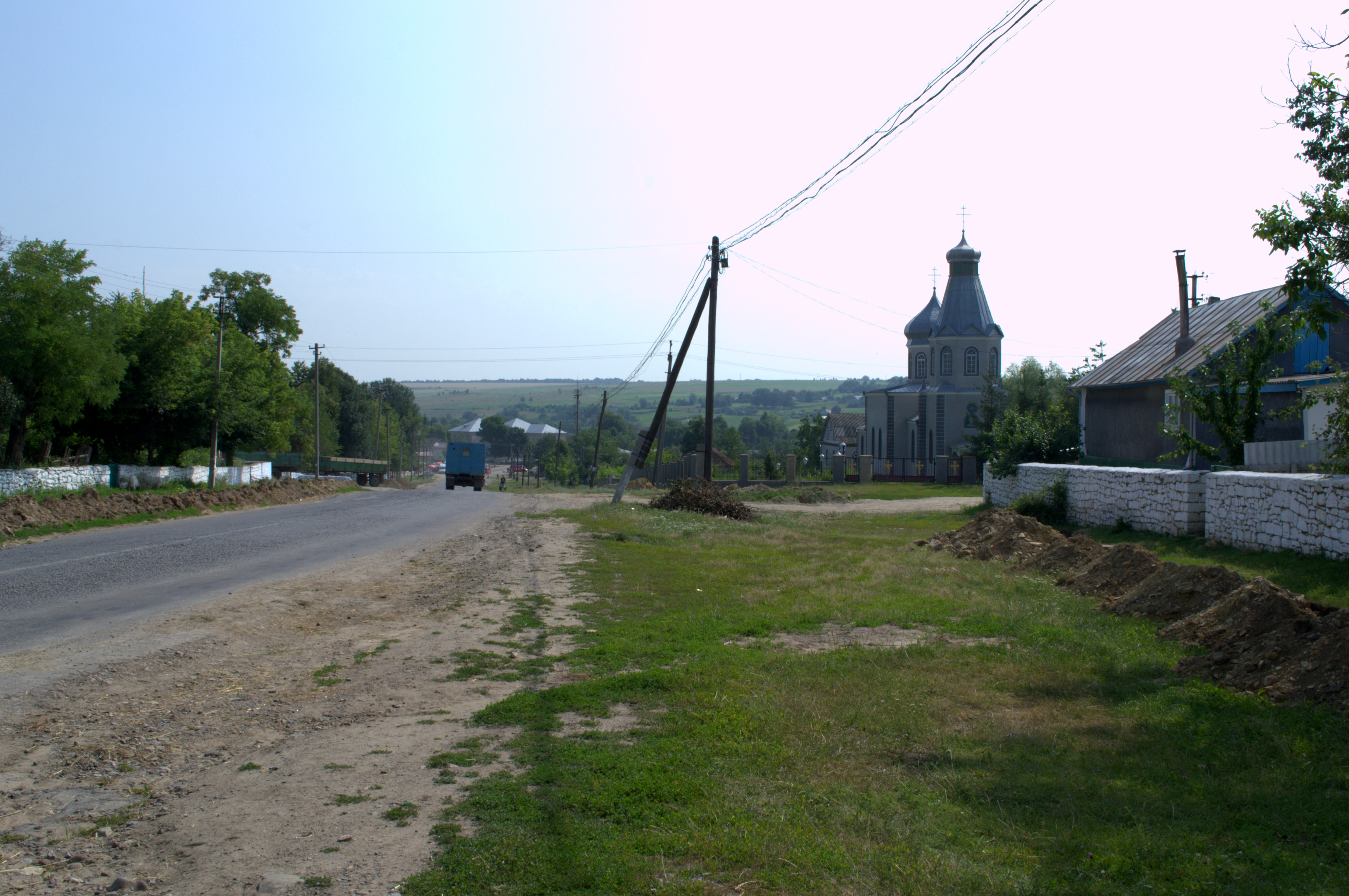
Центральна вулиця села
Вигляд на православну церкву з боку воріт
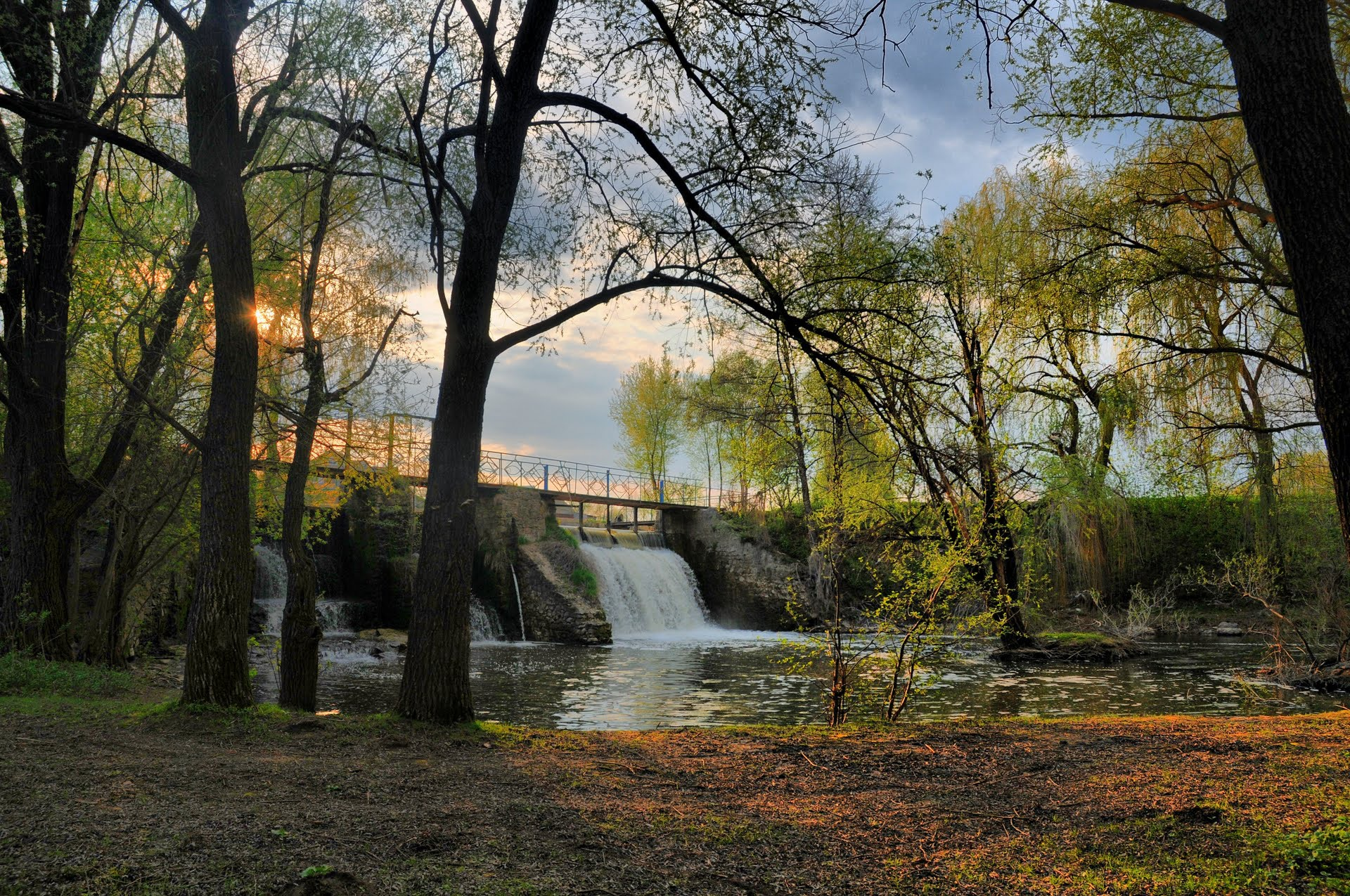
Водоспад "Новий Бурфель"
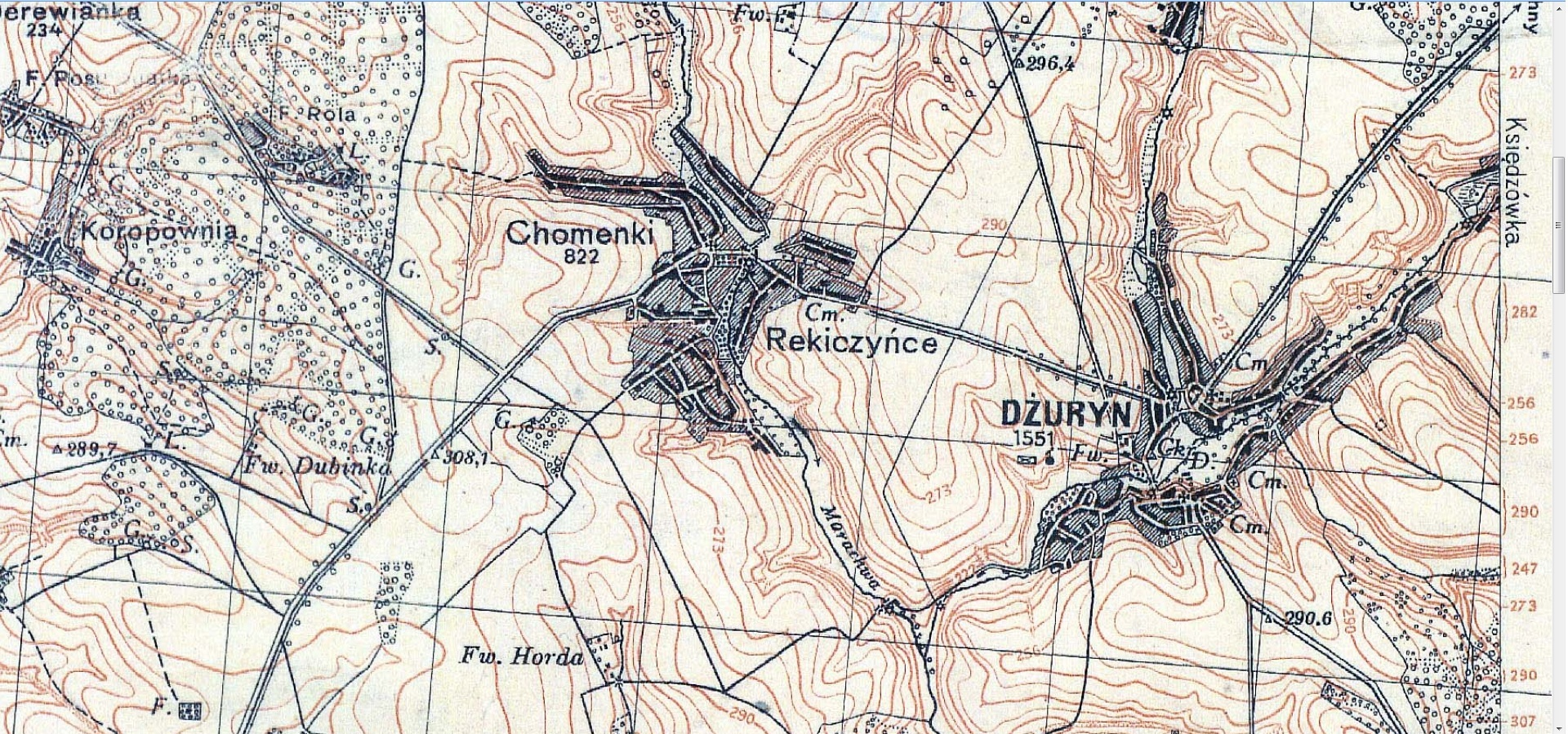
Хоменки на польській карті 1930 р.